# Jean Crenn
Pour les articles homonymes, voir Crenn.
Jean Crenn, né le 23 décembre 1919 à Lopérec (Finistère) et mort le 14 février 2014 dans cette même commune, est un agriculteur, dirigeant d'organisations agricoles et homme politique français. Il est député UDR puis RPR du Finistère de 1973 à 1981.

## Biographie
Agriculteur, il est administrateur d'organisations agricoles dont des assurances et syndicats et de la coopérative de Landerneau. Il est conseiller municipal de Lopérec de 1953 à 1971 puis adjoint au maire de Pont-de-Buis et conseiller général du canton du Faou de 1976 à 1981. 
Lors des élections législatives de mars 1973, il est suppléant de Suzanne Ploux, réélue député de la 6e circonscription du Finistère (Châteaulin) sous l'étiquette de l'UDR. Il la remplace à l'Assemblée nationale début avril de cette même année, lorsque celle-ci rentre au gouvernement de Pierre Messmer comme secrétaire d'État auprès du ministre de l'Éducation nationale. Jean Crenn est réélu lors des élections de 1978 sous l'étiquette RPR (parti créé en 1976 à la suite de  l'UDR). 
Il est signataire de l'« appel des 43 » en faveur d'une candidature de Valéry Giscard d'Estaing à l'élection présidentielle de 1974.
Il est père de quatre enfants dont Jean-Yves Crenn, maire de Lopérec depuis 1983.

## Détail des fonctions et des mandats
Mandats parlementaires
- 13 mai 1973 - 2 avril 1978 : Député de la 6e circonscription du Finistère
- 19 mars 1978 - 22 mai 1981 : Député de la 6e circonscription du Finistère